# Aeroportul Yongphulla
Aeroportul Yongphulla (IATA: YON, ICAO: VQTY) este un aeroport din Districtul Trashigang, Bhutan ce deservește zona Tashigang.
Situat la o altitudine de 2.533 m, aeroportul dispune de 1 pistă.

## Infrastructură

### Piste
Aeroportul dispune de o singură pistă. Pista 12/30 are suprafața de asfalt și dimensiunile 1.266 m × 30 m. 